# Abenteurer des Schienenstranges

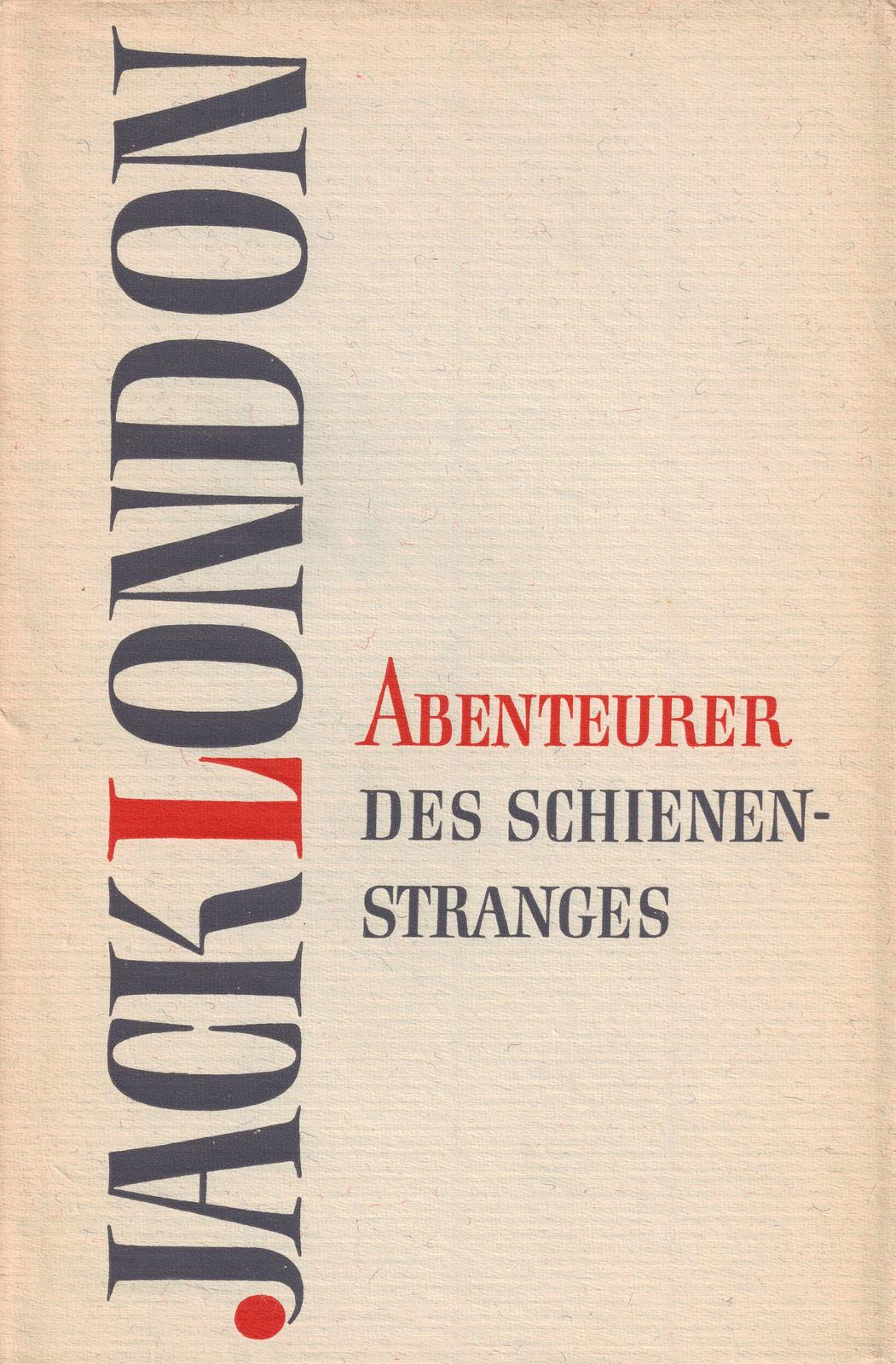
Ausgabe von 1961 der Büchergilde Gutenberg

Abenteurer des Schienenstranges (auch Abenteuer eines Tramps, engl. The Road) ist eine 1907 veröffentlichte autobiografische Erzählung des Autors Jack London aus seiner Zeit als Landstreicher.

## Inhalt
Jack London berichtet über seine Zeit als Tramp nach der Wirtschaftskrise gegen Ende des 19. Jahrhunderts. Man lernt die Gefahren und Strapazen des Lebens als Landstreicher kennen. Von zentraler Bedeutung ist dabei das Reisen als Hobo per Eisenbahn auf einem der vorderen Wagen, der nicht von den anderen Wagen durch Harmonikatüren betreten werden konnte, einem sogenannten „Blinden“, oder unter dem Zug, stets in Gefahr „runtergeschmissen“ zu werden. Der Autor geht auch auf „General“ Kellys Armee von Arbeitslosen und auf einen Gefängnisaufenthalt ein.
Die erste deutsche Übersetzung von Erwin Magnus erschien im Jahr 1924. Da London schonungslos die Realität der Landstreicher in den Vereinigten Staaten beschreibt, war das Buch auch in der DDR eine beliebte Veröffentlichung, die bis 1964 bereits sechs Auflagen erlebte.

## Verfilmung
Die Geschichte wurde, zusammen mit dem Roman Die Kreuzfahrt der Dazzler, von dem Drehbuchautor und Filmproduzenten Walter Ulbrich herangezogen, um in der vierteiligen ZDF-Verfilmung von 1971 von Londons Roman Der Seewolf eine gemeinsame Vorgeschichte der beiden Protagonisten herzustellen, die es im Originalroman nicht gibt.
1973 erschien unter der Regie von Robert Aldrich der Film Ein Zug für zwei Halunken, dessen Drehbuch auf Londons Erzählung basiert, mit Lee Marvin als Hobo und Ernest Borgnine als brutalem Zugführer. Die Handlung des Geschehens wurde hier jedoch ins Jahr 1933 verlegt, die Zeit der Großen Depression.